# کارنوتیت
کارنوتیت  (به انگلیسی: Carnotite) با فرمول شیمیایی K2 [(UO2)2 - V2O8]. 3H2O از مجموعه کانی هاست و دارای رادیواکتیویته شدید-ازکانیهای مشابه آن کوپیاپیت و تیویامونیت است. از نام شیمیدان فرانسوی M.A.Carnot گرفته شده‌است. دراسیدها محلول است. K2O:۱۰٫۴۴٪  UO۲:۶۳٫۴۲٪  V2O۵:۲۰٫۱۶٪  H2O:۵٫۹۸٪  برای اولین بار در آمریکا (آریزونا) کشف شد و از نظر شکل بلور: پهن و کوتاه - رمبوئدر، رنگ: زرد قناری -زرد - سبز، شفافیت: شفاف، جلا: مات - خاکی - صدفی، رخ: عالی، سیستم تبلور: مونوکلینیک و در رده‌بندی وانادات است  و منشأ تشکیل آن هیپرژن است.
همایند کانی‌شناسی (پارانژ) آن کوپیاپیت - تیویامونیت- تیویامونیت- آسفالت- وانادینیت و غیره است
کاربرد آن: کانسار اورانیوم، از نظر ژیزمان بلوری تقریباْ کمیاب است و بیشتر در آمریکا (کلرادو)، استرالیا، زئیر و روسیه یافت می‌شود.

## منبع
- پردیس کشاورزی ایران